# Архондарик

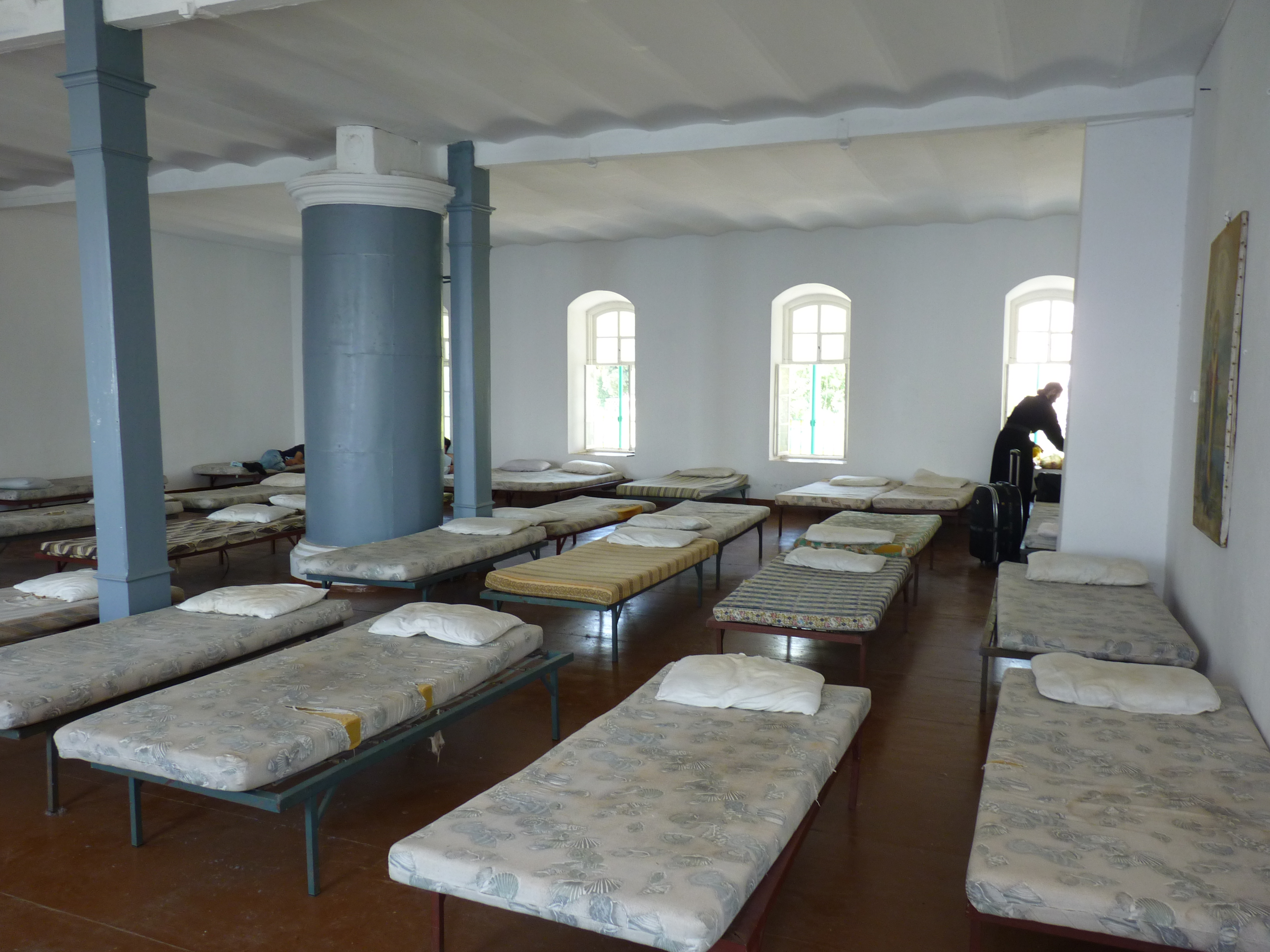
Архондарик в Пантелеимоновом монастыре на Афоне

Архонда́рик или фонда́рик (греч. ἀρχονταρίκιον, от ἄρχοντας — аристократ, знатный человек) — приёмная комната для гостей в православном монастыре, также гостиница для паломников, как правило, в Греции (на Афоне, в Метеорах) или в Египте (Синайский монастырь). В архондарике также ведутся духовные беседы с паломниками.
Название происходит от греческого слова «архонт» (на русский язык обычно переводится как «князь»), означающего именитого посетителя монастыря, которого принимали с особым почётом.
Смотритель архондарика, гостиничный, называется архонда́рис или фонда́ричный. Обычно это монах принимающего монастыря. Он проверяет документы (диамонитирион на Афоне), делает запись в книге паломников и выделяет место в архондарике.